# Бугойно
Бугойно е град и център на едноименната община в Босна и Херцеговина. Населението му е 15 555 души (2013).

## Климат
Климатът е континентален. Лятото е горещо и сухо, като средните температури достигат или надвишават 30°C, зимата е студена с често понижение на температурите под нулата. Към 2024 г. най-горещият ден е 24 август 2007 г. с температура 39,3°C, а най-студеният – 17 февруари 1956 г. с температура −31,2 °C. Най-голямата годишна сума на валежите е измерена през 1895 г. и е 1117 mm, а най-ниската е измерена през 2011 г. и е 522 mm.

## Население
Според преброяването на населението през 2013 г. в Бугойно живеят 15 555 души. От тях 12 338 (или 79,3%) се определят като босненци, 2425 (или 15,6%) като хървати, 325 (или 2,1%) като сърби и 467 (или 3%) са други.